# San Sebastiano (film 1911 Milano Films)
San Sebastiano è un film muto del 1911.
Si tratta, assieme all'omonimo film della Cines, della prima pellicola dedicata al santo e martire cristiano.

## Trama
Durante le persecuzioni di cristiani sotto Diocleziano, il centurione romano Sebastiano si innamora, ricambiato, di Tullia, una vergine cristiana, convertendosi al cristianesimo. I due amanti vengono spiati dalla perfida liberta Sylia, cortigiana di Diocleziano sul quale esercita un enorme ascendente. Sylia denuncia Sebastiano come cristiano all'Imperatore, il quale, dopo aver assistito in segreto un suo incontro d'amore con Tullia, lo fa prelevare dai suoi soldati. Sebastiano si rifiuta fieramente di offrire alcuna libagione agli dei romani e getta spada ed elmo ai piedi di Diocleziano e Sylia. Viene quindi denudato, legato a un albero e ucciso a colpi di freccia. Scesa la notte, Tullia viene a piangere sul suo corpo, appuntandovi sopra i fiori che lei stava cogliendo quando si erano incontrati per la prima volta.

### Quadri
Il film è diviso in 10 quadri, dal titolo:
1. Il primo fiore: il Centurione incontra la vergine Tullia
2. Mossa da gelosia, Sylia la favorita dell'Imperatore Diocleziano, sorprende l'idillio
3. L'Imperatore si diverte
4. Sylia, per vendicarsi, accusa Sebastiano d'essere cristiano
5. L'Imperatore ordina l'arresto di Sebastiano
6. Diocleziano sulle tracce del Centurione
7. L'arresto di Sebastiano
8. Trascinato innanzi l'Imperatore, Sebastiano rifiuta di bere agli Dei ed è condannato al supplizio
9. Sebastiano è trafitto dalle frecce
10. L'ultimo fiore

## Distribuzione
È stato distribuito nel Regno Unito a partire dal 23 aprile 1911, col titolo di By Order of the Emperor.
In Ungheria è stato distribuito come Szent Sebestyén, nei Paesi Bassi come Sint Sebastiaan, in Austria come Heiliger Sebastian e in Germania come Aus Diocletians Zeiten.